# Mispila biarcuata
Mispila biarcuata là một loài bọ cánh cứng trong họ Cerambycidae.